# Xihu (köpinghuvudort i Kina, Jiangsu Sheng, lat 32,43, long 119,39)
Xihu (kinesiska: 西湖, 西湖镇) är en köpinghuvudort i Kina. Den ligger i provinsen Jiangsu, i den östra delen av landet, omkring 69 kilometer nordost om provinshuvudstaden Nanjing. Antalet invånare är 39 339. Befolkningen består av 19 153 kvinnor och 20 186 män. Barn under 15 år utgör 11,0 %, vuxna 15-64 år 81 %, och äldre över 65 år 7,0 %.
Runt Xihu är det mycket tätbefolkat, med 2 915 invånare per kvadratkilometer. Närmaste större samhälle är Yangzhou, 5,0 km sydost om Xihu. Runt Xihu är det i huvudsak tätbebyggt.
Genomsnittlig årsnederbörd är 1 277 millimeter. Den regnigaste månaden är juli, med i genomsnitt 262 mm nederbörd, och den torraste är december, med 31 mm nederbörd.